# Kanton Bourbon-Lancy
Kanton Bourbon-Lancy (francouzsky Canton de Bourbon-Lancy) je francouzský kanton v departementu Saône-et-Loire v regionu Burgundsko. Tvoří ho 10 obcí.

## Obce kantonu
- Bourbon-Lancy
- Chalmoux
- Cronat
- Gilly-sur-Loire
- Lesme
- Maltat
- Mont
- Perrigny-sur-Loire
- Saint-Aubin-sur-Loire
- Vitry-sur-Loire